# ميساكو أونو
ميساكي أونو هي مغنية وممثلة وعارضة تارينتو يابانية ولدت في يوم 16 يوليو 1986 في طوكيو، هي عضوة في فرقة أي أي أي.

## روابط خارجية
- ميساكو أونو على موقع IMDb (الإنجليزية)
- ميساكو أونو على موقع ألو سيني (الفرنسية)
- ميساكو أونو على موقع ميوزك برينز (الإنجليزية)
- ميساكو أونو على موقع أول موفي (الإنجليزية)
- ميساكو أونو على موقع قاعدة بيانات الأفلام السويدية (السويدية)
- ميساكو أونو على موقع ديسكوغز (الإنجليزية)
- ميساكو أونو على موقع قاعدة بيانات الفيلم (الإنجليزية)
- ميساكو أونو على موقع كينوبويسك (الروسية)